# 屈比耶尔
屈比耶尔（法語：Cubières，法語發音：[kybjɛʁ]）是法国洛泽尔省的一个市镇，属于芒德区。

## 地理
屈比耶尔（44°28'23"N, 3°46'21"E）面积48.88 平方千米，位于法国奧克西塔尼大區洛泽尔省，该省份为法国南部内陆省份，北起上盧瓦爾省和康塔爾省，西接阿韦龙省，南至加尔省，东临阿尔代什省。
与屈比耶尔接壤的市镇（或旧市镇、城区）包括：阿尔捷、屈比耶雷特、蓬德蒙韦尔-叙德蒙洛泽尔、蒙洛泽尔埃古莱。

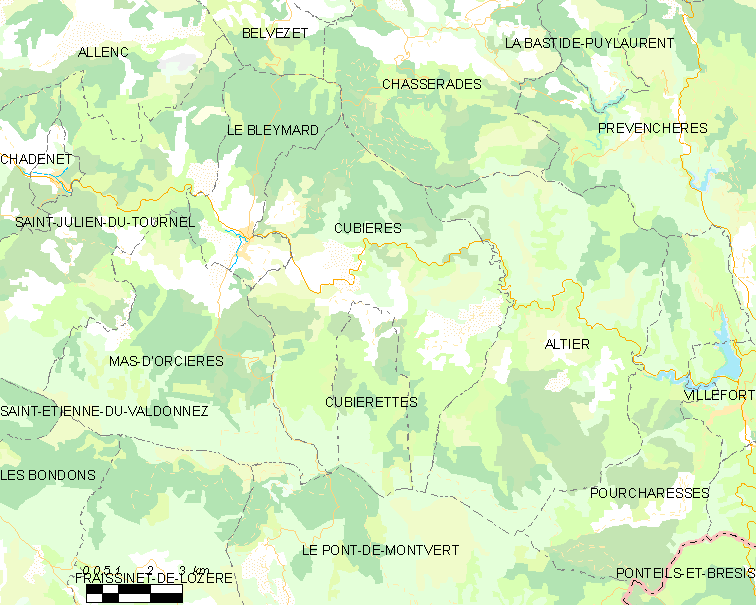
屈比耶尔的OSM定位图

屈比耶尔的时区为UTC+01:00、UTC+02:00（夏令时）。

## 行政
屈比耶尔的邮政编码为48190，INSEE市镇编码为48053。

## 政治
屈比耶尔所属的省级选区为圣艾蒂安-迪瓦尔多内县。

## 人口

1962-2008年间屈比耶尔人口变化图示

屈比耶尔于2022年1月1日时的人口数量为189人。